# Inmigración gitana en México
La población de origen gitano, o romaní, en México asciende a 15.850 personas, según datos del INEGI del año 2000. La mayoría se dedica al comercio de telas, automóviles, camiones y joyas, incluso en mercados públicos como La Lagunilla, en la Ciudad de México. Algunos viven del canto, la danza y leer la fortuna (“echar las cartas”). Su presencia es significativa en algunas zona de los Tuxtlas en el Estado de Veracruz, y en Guadalajara y Zapopan, en el Estado de Jalisco. En la última localidad viven más de 50 grupos familiares gitanos (clanes).
En la Ciudad de México, la colonia Del Valle es una zona con numerosos residentes de origen romaní. Muchos de ellos se congregaban en una iglesia cristiana en la misma zona de 1985 hasta 2008. Desde hace varias décadas se han formado congregaciones protestantes entre los gitanos de todo el país.
En la vida pública en México se ha destacado Alfonso Mejía-Arias, quien es un músico, escritor y político de origen gitano. Pablo Rafael Luvinoff Arróniz fue un conocido patriarca y pastor asesinado en el 2010 por problemas entre clanes de la comunidad gitana.
Las nuevas generaciones de romaníes mexicanos intentan mostrarse como parte de la diversidad cultural del país. En tal esfuerzo por salir de la invisibilidad se ha publicado el libro La lumea de noi. Memoria de los ludar de México (2001), bajo la coordinación de Ricardo Pérez. En la obra se plasma la memoria histórica y la vida cotidiana de los ludar. En él se habla del papel que han cumplido como pioneros del cine ambulante en México,  y se intenta reforzar la integración de la diversidad de los grupos romaníes a la sociedad mexicana. Además, se afirma que la mala fama causada por negocios sucios de algunos gitanos, afecta a toda la comunidad por generalizaciones injustificables.

## Primera ola de inmigración gitana. La Nueva España
En 1498 cuatro gitanos calés, Antón, Catalina, Macías y María “de Egipto”, viajaron entre la tripulación del tercer viaje de Cristóbal Colón al Nuevo Continente. En aquel entonces se denominaba con el gentilicio “egipcianos”, y su derivado, “gitanos”, a los romaníes en la península ibérica. En 1499, los gitanos fueron expulsados de Castilla y Aragón como parte de las medidas de los Reyes Católicos para unificar sus territorios a través de la lengua y la religión. Las gitanas entre 15 y 16 años de edad eran enviadas al Continente Americano y los varones a las Islas a fin de casarlas con indios y mestizos evitando así su reproducción. Muchos gitanos fueron desterrados como delincuentes a la Isla Española (hoy Rep. Dominicana y Haití).
En 1570, una ley aprobada por Felipe II prohibió el paso de los gitanos al continente. Pero el número de ilegales o “llovidos” que emigraron a las nuevas colonias en el siglo XVII fue considerable. Entre ellos había moros, judíos y gitanos, quienes para burlar los controles coloniales cambiaban documentos de identidad o ingresaban a través de las colonias de Portugal, Inglaterra, Francia u Holanda. Así aconteció la primera ola de “inmigración gitana” a la Nueva España y las demás colonias españolas en América.
La prevaleciente prohibición impedía usar oficialmente los etnóminos gitano o egipciano en la Nueva España. Sin embargo, la legislación colonial definía a “los vagabundos” o “arrochelados” como grupos familiares que iban de un lugar a otro, sin domicilio fijo ni trabajo conocido”, en una clara alusión a la vida nómada de los gitanos. Existieron juicios efectuados por el “Tribunal del Santo Oficio de la Inquisición” durante la Colonia donde se refieren a “gitanos” acusados de prácticas hechiceriles.
En 1783 el rey Carlos III promulga “La Pragmática” por la cual terminaba la deportación de gitanos permitiéndoles elegir su lugar de residencia a cambio dejar su vida errante y su vestimenta tradicional, y no hablar el romanés “caló” en público. Al resto de los vasallos del Reino se ordenaba no usar el término “gitano”. Los “gitanos” que no aceptaran esas medidas serían considerados "vagos".
Existen algunas alusiones a la forma de vida gitana en la literatura de la Nueva España. Como en el poema "Primero Sueño (...Glorias gitanas...)" de Sor Juana Inés de la Cruz.

## Segunda ola de inmigración gitana. ElsigloXIX
La memoria histórica, expresada en la tradición oral de la mayoría de los grupos romaníes que viven actualmente en México, se remonta al siglo XIX. Entre 1863 y 1867 el emperador Francisco José I de Austria envió contingentes de familias gitanas de los territorios del Imperio Austrohúngaro a México para apoyar la consolidación del Imperio de su hermano Maximiliano.
La persecución y discriminación en Europa en el siglo XIX, y el valorado sentido de libertad de los gitanos, provocó su migración masiva hacia América, aprovechando el auge de rutas navieras hacia el nuevo continente. Entre 1880 y 1900 llegaron a México varios grupos de romaníes (rom) provenientes de Hungría, pero originarios de diferentes países. Vilmos Sennor, un húngaro residente en León, Guanajuato, relataba que en 1888 llegó un grupo de 35 húngaros de buen aspecto y buenos trabajadores que hablaban en inglés, francés, alemán, español, vlax (romanés valaco) y húngaro a nivel muy básico. A principios de 1900 llegaron a México más de 100 familias romaníes, quienes se asentaron principalmente en Veracruz. Este grupo, se hizo reconocer como “ludar”.
El explorador noruego Carl Lumholtz (1851-1922), hizo seis viajes por México entre 1890 y 1910. En sus testimonios narra encuentros con romaníes: “Por entonces se dirigían á Acapulco y pensaban regresar a Europa el año siguiente. Me aseguraron que hay actualmente gitanos viajando en todas las Américas. Muchos eran bosnios y no faltaban unos cuantos turcos y griegos que llevaban osos y monos; pero como los más son originarios de Hungría, húngaros los llaman por todo México.”
En 1931, una modificación a la ley de inmigración prohibió el asentamiento de gitanos en México, a pesar de que ya existía una colonia numerosa de ellos. En el período entre las dos guerras mundiales, muchos romaníes emigraron del entonces territorio del Reino Húngaro y llegaron a puertos de México y Venezuela. Al solicitárseles nacionalidad, se identificaban como “húngaros”, para que no les fuera impedida la entrada. Los ludar llamaron a estos romaníes “gurbet” (de gurbetçi, "forastero", en el idioma turco). Este apelativo, indica su procedencia de Serbia y Macedonia, donde el romanés hablado se sometió a la influencia de la lengua turca. Los “gurbet” se refieren a los ludar como “boyásh”.
De acuerdo a Paul Lewis la macrolengua romanés (romaní), originada en la India, tiene seis variantes. De entre ellas, el romaní vlax se formó del uso que le dieron a su lengua los romaníes que se establecieron en la actual región de Valaquia, en Rumania. Al vlax pertenecen más de 20 dialectos hablados por los romaníes de los países balcánicos, eslavos, Alemania, Países Bajos, Francia, Italia y hasta México y otros países de América Latina. Entre esas variantes se encuentran les dialectos denominados con etnónimos ocupacionales tales como la lengua del grupo kalderash (caldereros), cuya habla tiene influencia eslava, la del grupo lovara (comerciantes de caballos), influenciada por el idioma húngaro y la del grupo churara (cuchilleros o hacedores de coladeros).
Los romaníes vlax más extendidos en América Latina son los boyáshi, los lovari, los kalderari y los churari. Los boyashi, que son también conocidos como rudari o ludari (minero), lingurari (cucharero), zlătari (trabajadores o comerciantes de oro) y ursari o mechkari (entrenadores de osos), proceden de Valaquia y Transilvania (hoy Rumania), y de Moldavia. Los lovari, que proceden de Hungría, se dedicaban al comercio, principalmente de caballos, ahora de automóviles, y de la industria recreativa.
Los kalderari (kotlyari) proceden de Rusia y Ucrania y se dedicaron a oficios relacionados con la minería tales como la calderería y estañadería. Posiblemente por eso se le dio el nombre de “Húngaro” a un cerro la sierra Acahuato, municipio de Apatzingán**, Michoacán.
Los churari (kurari) proceden de Ucrania, Moldavia y Valaquia, y son conocidos por fabricar utensilios de cocina en aluminio y madera. Viven apartados de los demás grupos hablantes de dialectos vlax y se dedican tradicionalmente también al comercio de caballos y autos.